# Cayman Airways
Cayman Airways (IATA: KX - ICAO: CAY - Callsign: Cayman Airways) es la aerolínea nacional de las Islas Caimán. Su centro de operaciones está ubicado en el aeropuerto Aeropuerto Internacional Owen Roberts de Gran Caimán, Islas Caimán. La empresa fue fundada en julio de 1968.
La aerolínea proporciona tanto servicios aéreos programados como chárter, transportando pasajeros y carga a cerca 12 destinos en el Caribe.
Cayman Airways utiliza el Aeropuerto Internacional Owen Roberts de Gran Caimán como conexión para sus vuelos desde la zona del Caribe. Entre los socios regionales de Cayman Airways se encuentran Cayman Airways Express. 

## Historia
La Aerolínea comenzó oficialmente sus operaciones el 7 de agosto de 1968, bajo el nombre de Cayman Brac Airways. Luego el gobierno de las islas compró el 51% de sus acciones a LACSA la línea bandera de Costa Rica y se convirtió totalmente en propiedad del gobierno en 1977, la aerolínea regional operaba servicios de Gran Caiman hacia Cayman Brac y viceversa contando solo con avión tipo DC-3.
Unos pocos meses después de que se formó, Cayman Airways cubrió su primera ruta internacional Kingston en Jamaica con un avión arrendado tipo Bac 1-11, el servicio internacional a Miami. Empezó en 1972 con un Douglas DC-6, la aerolínea obtuvo su primer avión propio en 1978 que era un Bac 1-11 con el cual empezó su servicio a Houston. En 1979 obtuvo un segundo Bac 1-11, un Hawker Siddleley Avro 748 y una Britton Norman Trislander, la aerolínea sustituiría sus dos Bac 1-11 con aeronaves Boeing 727-200 en 1982, el fortalecimiento de la aerolínea en el área regional e internacional y su capacidad le permitió introducir el servicio de primera clase. Estos Boeing 727 fueron sustituidos por B737-200 durante la década de los ochenta, ofreciendo servicios charter y regulares a Atlanta, Baltimore, Boston, Chicago, Detroit, Minneapolis, Newark, Nueva York, Filadelfia, y San Luis.

## Destinos

### Destinos actuales
En noviembre de 2024, Cayman Airways operaba vuelos regulares a los siguientes destinos:
| Países         | Destinos         | Aeropuertos                                  | Notas      |
| -------------- | ---------------- | -------------------------------------------- | ---------- |
| Cuba           | La Habana        | Aeropuerto Internacional José Martí          |            |
| Estados Unidos | Denver           | Aeropuerto Internacional de Denver           | Estacional |
| Estados Unidos | Los Ángeles      | Aeropuerto Internacional de Los Ángeles      |            |
| Estados Unidos | Miami            | Aeropuerto Internacional de Miami            |            |
| Estados Unidos | Nueva York       | Aeropuerto Internacional John F. Kennedy     |            |
| Estados Unidos | Tampa            | Aeropuerto Internacional de Tampa            |            |
| Honduras       | La Ceiba         | Aeropuerto Internacional Golosón             |            |
| Islas Caimán   | Caimán Brac      | Aeropuerto Internacional Charles Kirkconnell |            |
| Islas Caimán   | George Town      | Aeropuerto Internacional Owen Roberts        | Hub        |
| Islas Caimán   | Pequeña Caimán   | Aeródromo Edward Bodden                      |            |
| Jamaica        | Kingston         | Aeropuerto Internacional Norman Manley       |            |
| Jamaica        | Montego Bay      | Aeropuerto Internacional Sir Donald Sangster | Estacional |
| Panamá         | Ciudad de Panamá | Aeropuerto Internacional de Tocumen          |            |

### Destinos finalizados
| Países                | Destinos          | Aeropuertos                                   |
| --------------------- | ----------------- | --------------------------------------------- |
| Barbados              | Bridgetown        | Aeropuerto Internacional Grantley Adams       |
| Estados Unidos        | Atlanta           | Aeropuerto Internacional Hartsfield-Jackson   |
| Estados Unidos        | Chicago           | Aeropuerto Internacional O'Hare               |
| Estados Unidos        | Dallas            | Aeropuerto Internacional de Dallas-Fort Worth |
| Estados Unidos        | Houston           | Aeropuerto Intercontinental George Bush       |
| Estados Unidos        | Orlando           | Aeropuerto Internacional de Orlando           |
| Estados Unidos        | Washington, D. C. | Aeropuerto Internacional de Washington-Dulles |
| Islas Turcas y Caicos | Isla Gran Turca   | Aeropuerto Internacional JAGS McCartney       |
| Islas Turcas y Caicos | Providenciales    | Aeropuerto Internacional de Providenciales    |

## Flota

### Flota actual
La flota de Cayman Airways se compone de las siguientes aeronaves:
| Aeronaves                            | En servicio | Pedidos | Pasajeros                                             | Pasajeros                                             | Pasajeros                                             | Matrículas                                            | Antigüedad                                            | Notas                                                 |
| Aeronaves                            | En servicio | Pedidos | C                                                     | Y                                                     | Total                                                 | Matrículas                                            | Antigüedad                                            | Notas                                                 |
| ------------------------------------ | ----------- | ------- | ----------------------------------------------------- | ----------------------------------------------------- | ----------------------------------------------------- | ----------------------------------------------------- | ----------------------------------------------------- | ----------------------------------------------------- |
| Boeing 737-8MAX                      | 4           | —       | 16                                                    | 144                                                   | 160                                                   | VP-CIW                                                | 6,1 años                                              |                                                       |
| Boeing 737-8MAX                      | 4           | —       | 16                                                    | 144                                                   | 160                                                   | VP-CIX                                                | 5,8 años                                              |                                                       |
| Boeing 737-8MAX                      | 4           | —       | 16                                                    | 144                                                   | 160                                                   | VP-CIY                                                | 5,1 años                                              |                                                       |
| Boeing 737-8MAX                      | 4           | —       | 16                                                    | 144                                                   | 160                                                   | VP-CIZ                                                | 3 años                                                |                                                       |
| De Havilland Canadá DHC-6 Twin Otter | 3           | —       | —                                                     | 19                                                    | 19                                                    | VP-CAW                                                | 48,8 años                                             | Operando para Cayman Airways Express                  |
| De Havilland Canadá DHC-6 Twin Otter | 3           | —       | —                                                     | 19                                                    | 19                                                    | VP-CXB                                                | 46,9 años                                             | Operando para Cayman Airways Express                  |
| De Havilland Canadá DHC-6 Twin Otter | 3           | —       | —                                                     | 19                                                    | 19                                                    | VP-CXA                                                | 45,8 años                                             | Operando para Cayman Airways Express                  |
| Saab 340B                            | 2           | —       | —                                                     | 34                                                    | 34                                                    | VP-CKI                                                | 27,5 años                                             | Operando para Cayman Airways Express                  |
| Saab 340B                            | 2           | —       | —                                                     | 34                                                    | 34                                                    | VP-CBR                                                | 26,1 años                                             | Operando para Cayman Airways Express                  |
| Total                                | 9           | —       | Edad media de la flota (noviembre de 2024): 23,9 años | Edad media de la flota (noviembre de 2024): 23,9 años | Edad media de la flota (noviembre de 2024): 23,9 años | Edad media de la flota (noviembre de 2024): 23,9 años | Edad media de la flota (noviembre de 2024): 23,9 años | Edad media de la flota (noviembre de 2024): 23,9 años |

### Flota histórica
| Aeronaves               | Total | Introducido | Retirado | Matrículas                                                                                      |
| ----------------------- | ----- | ----------- | -------- | ----------------------------------------------------------------------------------------------- |
| BAC 1-11                | 4     | 1974        | 1984     | TI-1055C, VR-CAL, VR-CAB y TI-1096C                                                             |
| Boeing 727-100          | 1     | 1987        | 1988     | EI-BUP                                                                                          |
| Boeing 727-200          | 3     | 1982        | 1989     | N408BN, N271AF y N272AF                                                                         |
| Boeing 737-200          | 10    | 1986        | 2009     | N2117X, N67AF, N303VA, VR-CNN, G-BKNH, VP-CYB, VR-CAL, N705ML, VR-CYB y VR-CEF (re-reg. VP-CKX) |
| Boeing 737-300          | 6     | 1991        | 2021     | VR-CCW, VR-CRC, VP-CKY, VP-CAY, VP-CKW y VP-CKZ                                                 |
| Boeing 737-400          | 3     | 1989        | 1993     | VR-CAA, VR-CAB y VR-CAL                                                                         |
| Boeing 737-800          | 1     | 2016        | 2018     | VP-CNG                                                                                          |
| Britten-Norman Islander | 1     | 1980        | 1987     | VR-CAA                                                                                          |
| Douglas DC-6            | 2     | 1976        | 1981     | TI-LRD y N61267                                                                                 |
| Douglas DC-8            | 1     | 1984        | 1985     | N8064U                                                                                          |
| Hawker Siddeley HS 748  | 1     | 1982        | 1984     | VR-CBH                                                                                          |
| McDonnell Douglas DC-9  | 2     | 1977        | 1978     | N29AF y N50AF                                                                                   |
| Short 330               | 1     | 1986        | 1992     | VR-CBS                                                                                          |